# Queen's Club Championships 1995
I Queen's Club Championships 1995 (conosciuti pure come Stella Artois Championships per motivi di sponsorizzazione) sono stati un torneo di tennis giocato sull'erba. È stata la 102ª edizione dei Queen's Club Championships e faceva parte della categoria ATP World Series nell'ambito dell'ATP Tour 1995. Si è giocato al Queen's Club di Londra in Inghilterra, dal 12 al 19 giugno 1995.

## Campioni

### Singolare
Pete Sampras ha battuto in finale  Guy Forget con il punteggio di 7–6(3), 7–6(6).

### Doppio
Todd Martin /  Pete Sampras hanno battuto in finale  Jan Apell /  Jonas Björkman con il punteggio di 7–6, 6–4.